# Wojciechów (Wszachów)
Wojciechów – część wsi Wszachów w Polsce, położona w województwie świętokrzyskim, w powiecie opatowskim, w gminie Baćkowice.
W latach 1975–1998 Wojciechów administracyjnie należał do województwa tarnobrzeskiego.
Obecną nazwę wieś otrzymała 7 lipca 1919 roku. Zgodnie z życzeniem mieszkańców nazwa Carski-Dar została zmieniona na Wojciechów. 
7 maja 1943 żandarmi niemieccy z 62 zmotoryzowanego plutonu żandarmerii stacjonującego w Nowej Słupi spacyfikowali wieś. Zamordowali Wojciecha Dodziaka wraz z trójką małych dzieci. Wielu mieszkańców zostało dotkliwie pobitych. Niemcy spalili kilka gospodarstw.